# Geisterkrater

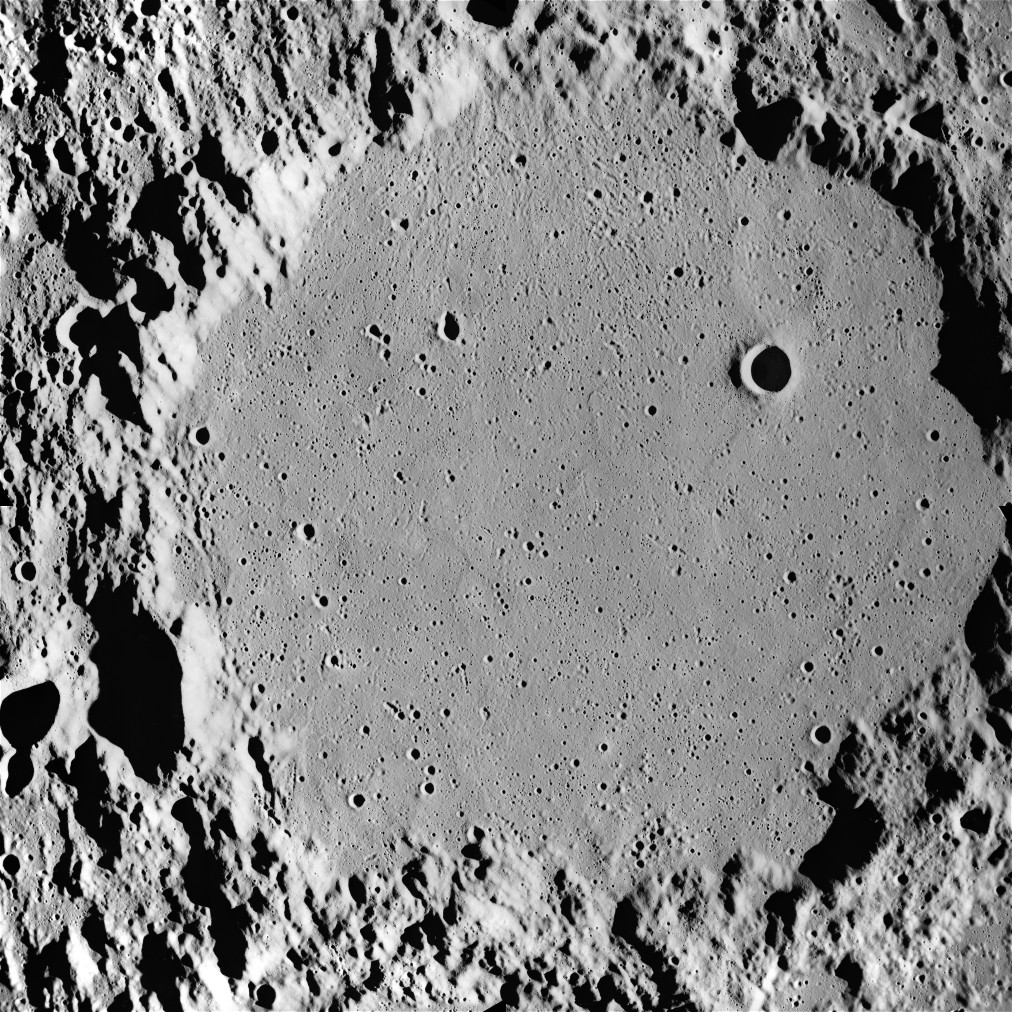
Der große Mondkrater Ptolemäus. In der 150 km großen Wallebene liegt rechts – oberhalb des kleinen Lochkraters Ammonius – im flach einfallenden Licht ein größerer Geisterkrater. Auch links, in der Bildmitte, sind einige schwach zu erkennen.

Als Geisterkrater wird in der Astronomie ein alter Einschlagkrater bezeichnet, dessen Kraterwall durch langandauernde Weltraum-Erosion fast gänzlich abgetragen ist und nur mehr bei sehr flachem Sonnenstand sichtbar wird (siehe Bilder).

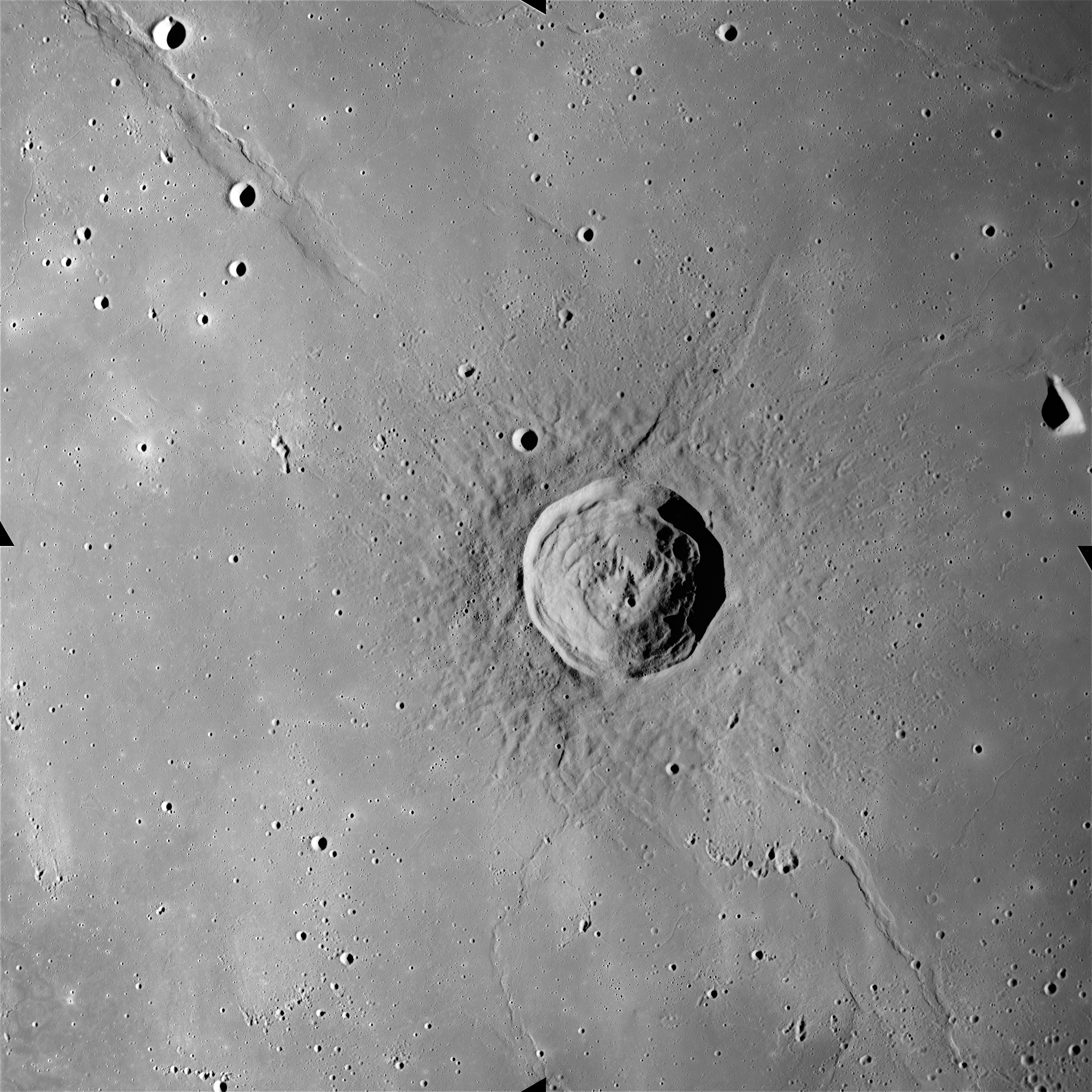
Der 30-km-Krater Lambert, fotografiert aus der Umlaufbahn von Apollo 15. Unter Lambert ein Geisterkrater mit völlig flachem Boden, oben links ein Teil von Dorsum Zirkel.

Auch jüngere Einschläge können zum Überprägen der alten Strukturen führen, die aber oft durch ihre gesteinstypischen, spektralen Eigenschaften mit Spezialmethoden aufgespürt werden können. Der Planetologe Eugene Shoemaker nannte sie deshalb Palimpseste – analog zu den überschriebenen Pergamenten in der Archäologie.